# Vestakulten
Vestakulten var en af de vigtige institutioner i det religiøse liv i det gamle Rom. Vesta var arnens og hjemmets gudinde. I den officielle Vestakult hed gudinden Vesta publica populi Romani, "det romerske folks Vesta". Gudinden var repræsentant for det fælles hjem, Rom. Kun kvinder havde adgang til ritualerne.

## Dyrkelsen
Som arnens gudinde var det naturligt, at Vestakulten var knyttet til ilden. I Vestatemplet skulle præstinderne, "vestalinderne", døgnet rundt på skift vedligeholde templets ild. Hvis den hellige ild gik ud, blev det tolket som det værst tænkelige varsel for det romerske samfund. Kun ved romersk nytår, 1. marts, fik ilden lov til at gå ud og fornyedes ved, at to stykker træ, felix arbor, blev gnedet mod hinanden. 
Vestalia var Vestas officielle fest og blev fejret fra den 7. til den 15. juni.

## Overleveringer til kristendommen
Vestalinderne fremstillede mola salsa (= saltet mel) som var malet af de allerførste aks fra årets kornhøst af emmer og blandet med salt. En pasta fremstillet af mola salsa og af vand, hentet fra nymfen Egerias kilde, blev bagt til kager. Bestanddele og smag svarer til oblater, som i nutiden indtages ved den kristne nadver.  Mola salsa blev også brugt ved ofringerne ved, at man både dryssede det på panden og mellem hornene på dyreofre, før de blev ofret, såvel som det blev drysset på alteret og i den hellige ild. 
Vestalindernes tempel på Forum Romanum svarer arkitektonisk til senere tiders nonneklostre; og vestalinderne blev som børn overleveret til Vestakulten på samme vis, som nonner senere blev indlemmet i de forskellige ordener. 